# 현석 (배우)
현석(玄錫, 본명: 백석현, 1947년 4월 18일 ~ )은 대한민국의 배우이다.

## 생애
1970년 연극배우 첫 데뷔하였고 이듬해 1971년 TBC 동양방송 라디오 성우 제6기로 데뷔를 하였으며 그로부터 1년 후 1972년 MBC 문화방송 공채 탤런트 5기로 정식 데뷔하였다.

## 출연작

### TV 드라마
- 1972년 MBC 《수사반장》
- 1973년 MBC 《113 수사본부》
- 1974년 MBC 《수선화》
- 1975년 MBC 《소망》
- 1975년 MBC 《신부일기》
- 1976년 MBC 《철이의 모험》
- 1977년 MBC 《왜 그러지》
- 1978년 MBC 《도련님》
- 1978년 MBC 《미소》
- 1978년 MBC 《막내 며느리》
- 1978년 MBC 《뜨거운 손》
- 1978년 MBC 《연지》
- 1979년 MBC 《봄비》
- 1979년 MBC 《하얀 민들레》
- 1979년 MBC 《안국동 아씨》
- 1979년 MBC 《산이 되고 강이 되고》
- 1980년 MBC 《홍사초롱》
- 1980년 MBC 《종점》
- 1980년 MBC 《의친왕》
- 1980년 MBC 《딸》
- 1980년 MBC 《채봉전》
- 1980년 MBC 《귀향》
- 1981년 MBC 《나리집》
- 1981년 MBC 《제1공화국》 ... 이강국 역
- 1981년 MBC 《아빠의 수염》
- 1981년 MBC 《야상곡》
- 1981년 MBC 《부의 조건》
- 1982년 MBC 《고백》
- 1982년 MBC 《거부실록 - 백산 안희제》
- 1982년 MBC 《떡잎의 춤》
- 1982년 MBC 《수요단막극 - 노을》
- 1983년 MBC 《수요단막극 - 이삭을 거두며》
- 1983년 MBC 《조선왕조 500년 - 추동궁 마마》 ... 조준 역
- 1983년 MBC 《저 별은 나의 별》
- 1983년 MBC 《3840 유격대》
- 1983년 MBC 《아버지와 아들》
- 1983년 MBC 《베스트셀러극장 - 잃어버린 출발》
- 1984년 MBC 《베스트셀러극장 - 왕십리》
- 1984년 MBC 《베스트셀러극장 - 세 번은 짧게, 세 번은 길게》
- 1984년 MBC 《추사 김정희》 ... 허련 역
- 1984년 MBC 《베스트셀러극장 - 완전한 사랑》
- 1984년 MBC 《베스트셀러극장 - 우산 속의 여자》
- 1984년 MBC 《베스트셀러극장 - 겨울의 빛》
- 1984년 MBC 《베스트셀러극장 - 내일 또 내일》
- 1984년 MBC 《물보라》
- 1985년 MBC 《아무렴 그렇지, 그렇고 말고》
- 1985년 MBC 《영웅시대》
- 1985년 MBC 《조선왕조 500년 - 임진왜란》 ... 선조 역
- 1986년 MBC 《베스트셀러극장 - 어항을 튀어나온 물고기》
- 1986년 MBC 《베스트셀러극장 - 늦은 귀로》
- 1986년 MBC 《풀잎마다 이슬》 ... 이슬이 생부 유인철 역
- 1986년 MBC 《한지붕 세가족》 ... 백 차장 역
- 1987년 MBC 《불새》 ... 민섭 역
- 1987년 MBC 《인생화보》 ... 신형식 역
- 1988년 MBC 《푸른 계절》
- 1988년 MBC 《베스트셀러극장 - 미망인》
- 1989년 MBC 《잠들지 않는 나무》 ... 이준규 역
- 1989년 MBC 《파문》 ... 김공신 역
- 1989년 MBC 《제2공화국》 ... 방자명 역
- 1989년 MBC 《스타 탄생》
- 1989년 MBC 《타오르는 강》
- 1990년 MBC 《특종》
- 1990년 MBC 《조선왕조 오백년 - 대원군》 ... 김병학 역
- 1990년 KBS2 《대추나무 사랑걸렸네》... 김학수 역
- 1991년 MBC 《무동이네 집》
- 1991년 KBS2 《3일의 약속》
- 1992년 KBS2 《추리3부작-황금 분할》
- 1992년 SBS 《가을 여자》 ... 신기철 역
- 1993년 MBC 《제3공화국》 ... 고흥문 역
- 1993년 KBS2 《드라마게임 - 가벼운 이야기》
- 1993년 KBS2 《사랑은 못말려》
- 1994년 MBC 《마지막 연인》
- 1995년 KBS2 《장녹수》 ... 성종 역
- 1995년 MBC 《행복》
- 1995년 MBC 《크레파스와 담배》
- 1995년 MBC 《제4공화국》 ... 손영길 역
- 1995년 SBS 《코리아게이트》 ... 육군병원장 역
- 1996년 SBS 《엄마는 못말려》
- 1996년 MBC 《생명》
- 1996년 KBS2 《신(新) 전설의 고향 - 숫돌바위》
- 1996년 MBC 《아이싱》
- 1996년 MBC 《합장》
- 1996년 MBC 《나》 ... 기영 부 역
- 1996년 SBS 《임꺽정》 ... 사또 역
- 1997년 KBS1 《초원의 빛》
- 1997년 KBS1 《정 때문에》 ... 배신봉 역
- 1997년 SBS《여자》...
- 1997년 KBS2 《폭풍속으로》
- 1997년 SBS 《당신뿐인데》
- 1998년 MBC 《대왕의 길》 ... 홍낙춘 역
- 1998년 KBS1 《왕과 비》 ... 신승선 역
- 1999년 MBC 《우리가 정말 사랑했을까》...
- 1999년 MBC 《눈물이 보일까봐》
- 2000년 KBS2 《일요베스트 - 세상 끝에서 만나다》 ... 미숙의 아버지 역
- 2000년 KBS1 《민들레》
- 2000년 MBC 《이브의 모든 것》 ... 선미의 아빠, 진귀성 역
- 2000년 KBS2 《눈꽃》 ... 유세윤 역
- 2001년 MBC 《홍국영》 ... 문도인 역
- 2001년 MBC《늑대사냥》
- 2001년 MBC 《그 여자네 집》 ... 영채의 아버지 역
- 2001년 KBS2 《명성황후》 ... 민태호 역
- 2002년 SBS 《유리구두》
- 2002년 MBC 《로망스》 ... 최장수 역
- 2002년 MBC 《부엌데기》 ... 이천수 역
- 2002년 MBC 《너희가 나라를 아느냐》 ... 고종 역
- 2003년 KBS2 《저 푸른 초원 위에》 ... 성준표 역
- 2003년 MBC 《순덕이》 ... 이철민 역
- 2003년 MBC 《백조의 호수》 ... 고철 역
- 2003년 MBC 《다모》 ... 정홍두 역
- 2003년 MBC 《회전목마》 ... 강 사장 역
- 2004년 KBS2 《아름다운 유혹》 ... 민우의 아버지 역
- 2005년 SBS 《하늘이시여》 ... 강동춘 역
- 2006년 KBS1 《서울 1945》 ... 공산당원 역
- 2006년 KBS2 《황진이》 ... 성익환 역
- 2006년 MBC 《기적》 ... 최유석 역
- 2008년 MBC 《쑥부쟁이》 ... 박영일 역
- 2008년 SBS 《사랑해》 ... 철수의 아버지 역
- 2008년 KBS1 《너는 내 운명》 ... 강칠복 역
- 2011년 E채널 《여제》 ... 최건일 역
- 2012년 채널A 《판다양과 고슴도치》 ... 최재겸 역
- 2012년 KBS2 《KBS 드라마 스페셜 - 아빠가 간다》 ... 김석종 역
- 2014년 TV조선 《불꽃 속으로》 ... 태형의 아버지 역
- 2014년 MBC 《빛나는 로맨스》 ... 왕회장 역
- 2015년 MBC 《위대한 조강지처》 ... 이만석 역
- 2016년 SBS 《아임 쏘리 강남구》 ... 신태학 역
- 2021년 TV조선 《결혼작사 이혼작곡》 ... 판문호의 친구 역 (특별출연)

### 영화
- 1976년《야성의 숲》 ... 덕수 역
- 1976년《돌아온 팔도강산》
- 1976년《혈육애》
- 1980년《달려라 만석아》 ... 만석의 아빠 역
- 1980년《나를 보러 와요》 (특별 출연)
- 1981년《두 아들 2》
- 1984년《과부춤》
- 1984년《지금 이대로가 좋아》
- 1985년《추억의 빛》
- 1985년《이별없는 아침》 (특별 출연)
- 1986년《유혹시대》 (특별 출연)
- 1988년《오성군 한음군》
- 1988년《파리 애마》
- 1990년《순돌이와 리틀 야구군단》
- 1990년《머나먼 사이공》 ... 김 중위 역
- 1991년《어느 중년부인의 위기》 ... 장석진 역
- 1991년《어허 어이 어이가리》 ... 홍 실장 역
- 1997년《로켓트는 발사됐다》
- 1999년《파파라치》 ... 중국집 주인 역
- 2000년《우먼 파트너 놀자》 ... 수철의 아버지 역
- 2000년《스무살》 (특별 출연)
- 2010년《위험한 사춘기》
- 2014년《제4 이노베이터》 ... 정 박사 역
- 2020년《대전 블루스》 ... 병원장 역

## 방송
- 2024년 《회장님네 사람들》- 71회 게스트

## CF
- 1976년 ~ 1977년 하이트진로 크라운 맥주
- 1977년 GC녹십자 기업 PR (with 김정하)
- 1978년 안국산업 파라법랑 (with 김영애)
- 1979년 동원F&B 해태 요구르트
- 1981년 사노피-아벤티스코리아 스텔라지 크림
- 1981년 iHQ 라보라 투웨이 수영복
- 1982년 태창 태창메리야스
- 1983년 DB손해보험 (with 김무생)
- 1984년 하이트진로 쥬니퍼
- 1985년 풍산홀딩스 풍산 동파이프
- 1985년 LG생명과학 복합 씨피엑스
- 1986년 삼영화학 기업 PR
- 1987년 LG생활건강 뉴퐁 ("MBC 드라마 - 한지붕 세가족" 팀으로 출연)
- 1987년 ~ 1990년 해태제과식품 (고향만두, 보쌈이, 싱싱면)
- 1987년 풍원양조 우정
- 1989년 진양침대
- 1989년 에이프로젠제약 쿨탑*에스
- 1990년 한올제약 박트로반 연고
- 1992년 해태HTB 해태 과일촌 (with 김성찬)
- 1992년 종근당 생력
- 2003년 마이케미칼 마이샤시
- 2010년 참다운녹즙 당스탑
- 2011년 참다운녹즙 녹심 발란스

## 수상 경력
- 1975년 제11회 한국연극영화TV예술상 TV부문 남자 신인연기상 ("수선화")
- 1975년 MBC 연기대상 탤런트부문 신인연기상 ("신부일기")
- 1977년 MBC 연기대상 남자 탤런트부문

## 기타 경력
- 2008년 안면도 국제 꽃박람회 홍보대사
- 1999년 하남국제환경박람회조직위원회 홍보위원